# Sven-Olof Tegner
Sven-Olof Yelverton Tegner, född 4 augusti 1917 i Växjö, död 3 november 2014 i Brunnby församling, Skåne län, var en svensk läkare. Han var far till idrottsläkaren Yelverton Tegner. 
Tegner, som var son till provinsialläkaren Yelverton Tegner och Gertrud Corneille, avlade studentexamen i Växjö 1935 samt blev medicine kandidat 1938 och medicine licentiat i Stockholm 1943. Han innehade olika läkarförordnanden 1943–1945, var underläkare på kirurgiska avdelningen vid Halmstads lasarett 1945–1947, vid Ludvika lasarett och Sahlgrenska sjukhuset 1947–1951, tillförordnad lasarettsläkare vid Smedjebackens lasarett 1951-1953, sjukstugeläkare där 1954-1961 och överläkare vid Vimmerby sjukhus 1961–1982. Han tillhörde Högerpartiet och var ledamot av kommunalfullmäktige i Smedjebackens köping 1955–1961, av kommunalnämnden 1956–1961, landstingsman 1959–1961 och var ledamot av stadsfullmäktige i Vimmerby stad från 1963.